# Ocellipsis spinata
Ocellipsis spinata är en tvåvingeart som beskrevs av Richards 1957. Ocellipsis spinata ingår i släktet Ocellipsis och familjen hoppflugor.
Artens utbredningsområde är Kenya. Inga underarter finns listade i Catalogue of Life.